# Zellereinöde
Zellereinöde ist ein Ortsteil des schwäbischen Marktes Bad Grönenbach im Landkreis Unterallgäu (Bayern).

## Geografie

### Topographie
Der Weiler liegt auf freier Flur, rund zwei Kilometer nordöstlich von Bad Grönenbach auf einer Höhe von 653 m ü. NN. Er grenzt im Uhrzeigersinn, im Norden beginnend, an die Weiler Darast, Niederdorf (zu Wolfertschwenden gehörend), Raupolz, das Dorf Zell und an Dießlings.

### Geologie
Zellereinöde befindet sich auf Schotter der Würmeiszeit des Pleistozäns. Der Untergrund besteht aus Kies und Sand.

## Geschichte
Im Jahr 1348 wird zum ersten Mal ein Ort namens Dießlings im heutigen Zellereinöde erwähnt. Es geht auf den Besitz eines Memminger Bürgers Eckol zurück, welcher zwei vom Fürststift Kempten lehnbare Höfe besaß. Der Woringer Ortsherr Möttelin hatte ebenfalls Besitzungen in Dießlings, diese wurde 1426 an die von Pappenheim übergeben. Durch die Vereinödung entstand 1802 Zellereinöde.
Bis zur Gemeindegebietsreform war Zellereinöde ein Ortsteil der Gemeinde Zell. Diese wurde am 1. Juli 1972 nach Bad Grönenbach eingegliedert.